# Alma (Alabama)
Alma é uma comunidade não incorporada no condado de Clarke, no estado norte-americano do Alabama.